# Jiutepec
Jiutepec är en stad i Mexiko och är belägen i delstaten Morelos. Staden ingår i Cuernavacas storstadsområde och har 157 475 invånare (2007), med totalt 185 798 invånare (2007) i hela kommunen på en yta av 53 km².
Namnet Jiutepec kommer från en förspanskning av Xiuhtepec som på nahuatl betyder "på ädelstenskullen".